# 洪啟仁
洪啟仁（1930年8月30日—2016年4月6日）是台灣醫師，新光醫院創院暨榮譽院長。

## 經歷
洪啟仁於台灣屏東潮州出生，先後於屏東潮州國小及日本神宮前國小就讀，又因二次世界大戰動盪，再度回到台灣並於屏東中學完成中學的學業。父親洪約白先生一生行醫救人，洪啟仁跟隨父親的腳步，於1949年考上國立台灣大學醫學系。之後於林天祐教授的栽培下，致力於心臟外科的手術與研究。
1963年至1965年間至美國哥倫比亞大學醫學研究中心研究，跟隨韓福瑞（George Humphreys）教授及瑪姆（James Malm）教授學習，進一步汲取美國心臟外科的技術，對其個人及台灣心臟外科的發展影響深遠。
1973年至1992年任職國立台灣大學醫學院外科教授，此期間積極深耕心臟外科醫療領域及培訓人才，帶領臺大醫院成為台灣心臟外科醫療重鎮，並於1976年完成一千例開心手術。其自1978年至1983年間並同時擔任臺大醫院外科主任。
此時積極改革院內體制並強化醫療設備，不但使各科都能進步發展，也使台灣心臟外科技術得以與國外並駕齊驅。
1979年忠仁、忠義連體嬰分割手術擔任召集人，帶領台大醫療團隊完成全球第二例三肢坐骨連體分割，台灣醫療技術躍上國際。
1980年擔任中沙（沙烏地阿拉伯）醫療團召集人，十年間台大醫院醫療團支援人數最多時近千人，為台灣醫療外交史紀錄成功的一頁，也是洪啟仁先生自稱最有成就感的任務。
1984年受美國哥倫比亞大學之邀，赴美擔任客座教授。後於1990年再受日本札幌大學之邀擔任客座教授。
1992年受新光集團吳東進董事長之邀，擔任新光醫療財團法人新光吳火獅紀念醫院創院院長，至2010年退休。

## 家庭
1956年與陳采繁女士結為連理，共有五個女兒和十個孫子。
洪啟仁先生對東門教會有著深厚情感，母親葉金蘭女士的胞兄葉金木牧師是東門教會創立時的首任牧師，父親母親都在這裡做禮拜、舉行告別式，有兩個女兒也在這裡舉行婚禮。